# 三都水族自治县
三都水族自治县是中华人民共和国贵州省黔南布依族苗族自治州下属的一个自治县。
面积2384平方公里，2012年人口32万。邮政编码558100，县政府驻三合街道。是全国唯一的水族自治县。通用水語。

## 历史沿革
清雍正九年（1731年）七月，将来牛寨置都江厅，属都匀府管辖。
雍正十二年（1734年），以烂土司地置三脚屯州同，隶独山州。
民国3年（1914年），将三脚屯州同置三合县，改都江厅为都江县。
民国三十年（1941年）6月，三合、都江两县合并，改名三都县。
1957年1月2日成立「三都水族自治县」，属于黔东南州。

## 行政区划
三都水族自治县下辖2个街道办事处、6个镇：
三合街道、凤羽街道、大河镇、普安镇、都江镇、中和镇、周覃镇和九阡镇。
以前三都县辖7镇14乡：三合镇、大河镇、普安镇、都江镇、中和镇、周覃镇和九阡镇；拉揽乡、丰乐乡、烂土乡、交梨乡、坝街乡、打鱼乡、羊福乡、巫不乡、水龙乡、塘州乡、三洞乡、恒丰乡、杨拱乡和廷牌乡。
2014年8月7日，贵州省人民政府同意三都县行政规划调整为1街道办、6镇。

## 交通
- 贵广高速铁路过境三都县站，该站位于普安镇，距离县城约13公里，为三等客运站
- 厦蓉高速过境并在三都设立出入口收费站
- 321国道、 356国道
- 206省道

## 名人
Category:三都人